# 기성전 (쇼기)
기성전(棋聖戦)은 산케이 신문 주최의 쇼기 기전으로 1962년에 창설되었다. 도전기 형식의 타이틀전(용왕전, 명인전, 왕위전, 왕좌전, 기왕전, 예왕전, 왕장전, 기성전) 중 하나로 기전 서열은 8위이다. 당초에는 연 2회 개최하는 기전이었으나 1995년부터 연1회 개최로 변경되었다. 2018년부터 (주)휴릭이 특별협찬하여, 기전의 정식 명칭을 휴릭배 기성전으로 개최하게 되었다.

## 방식
1차예선, 2차예선, 결승토너먼트를 통해 도전자를 선발한다. 예선부터 도전자 결정전까지 전 경기 단판 싱글엘리미네이션 토너먼트 방식이다. 도전자는 기성과 5번기를 두어 승자가 차기 기성이 된다.

## 역대 결승 결과
※ 전적은 우승자 기준으로 O = 승, X = 패, 千 = 천일수, 持 = 지쇼기를 나타낸다.
| 기 | 연도   | 우승자            | 전적      | 준우승자          | 비고                                                               |
| -- | ------ | ----------------- | --------- | ----------------- | ------------------------------------------------------------------ |
| 1  | 1962후 | 오오야마 야스하루 | OXOO      | 츠카다 마사오     |                                                                    |
| 2  | 1963전 | 오오야마 야스하루 | OOO       | 후타카미 타츠야   |                                                                    |
| 3  | 1963후 | 오오야마 야스하루 | OOXO      | 마스다 코조       |                                                                    |
| 4  | 1964전 | 오오야마 야스하루 | XOXOO     | 세키네 시게루     |                                                                    |
| 5  | 1964후 | 오오야마 야스하루 | OOO       | 혼마 소에츠       | 오오야마 영세 기성 자격 획득                                       |
| 6  | 1965전 | 오오야마 야스하루 | XOXOO     | 마스다 코조       |                                                                    |
| 7  | 1965후 | 오오야마 야스하루 | OXXOO     | 후타카미 타츠야   |                                                                    |
| 8  | 1966전 | 후타카미 타츠야   | OXOO      | 오오야마 야스하루 |                                                                    |
| 9  | 1966후 | 오오야마 야스하루 | OOO       | 후타카미 타츠야   |                                                                    |
| 10 | 1967전 | 야마다 미치요시   | 千OOXO    | 오오야마 야스하루 |                                                                    |
| 11 | 1967후 | 야마다 미치요시   | XXOOO     | 나카하라 마코토   |                                                                    |
| 12 | 1968전 | 나카하라 마코토   | XOOO      | 야마다 미치요시   |                                                                    |
| 13 | 1968후 | 나카하라 마코토   | OXOO      | 오오야마 야스하루 |                                                                    |
| 14 | 1969전 | 나카하라 마코토   | OOO       | 야마다 미치요시   |                                                                    |
| 15 | 1969후 | 나이토 쿠니오     | XOOO      | 나카하라 마코토   |                                                                    |
| 16 | 1970전 | 오오야마 야스하루 | OOXO      | 나이토 쿠니오     |                                                                    |
| 17 | 1970후 | 나카하라 마코토   | OOO       | 오오야마 야스하루 |                                                                    |
| 18 | 1971전 | 나카하라 마코토   | OOXO      | 오오야마 야스하루 | 나카하라 영세 기성 자격 획득                                       |
| 19 | 1971후 | 나카하라 마코토   | OXOO      | 후타카미 타츠야   |                                                                    |
| 20 | 1972전 | 나카하라 마코토   | OOXO      | 나이토 쿠니오     |                                                                    |
| 21 | 1972후 | 아리요시 미치오   | XXOOO     | 나카하라 마코토   |                                                                    |
| 22 | 1973전 | 요네나가 쿠니오   | XOOO      | 아리요시 미치오   |                                                                    |
| 23 | 1973후 | 나이토 쿠니오     | XXOOO     | 요네나가 쿠니오   |                                                                    |
| 24 | 1974전 | 오오야마 야스하루 | XOOO      | 나이토 쿠니오     |                                                                    |
| 25 | 1974후 | 오오야마 야스하루 | OOO       | 요네나가 쿠니오   |                                                                    |
| 26 | 1975전 | 오오야마 야스하루 | OXOO      | 후타카미 타츠야   |                                                                    |
| 27 | 1975후 | 오오야마 야스하루 | OOO       | 후타카미 타츠야   |                                                                    |
| 28 | 1976전 | 오오야마 야스하루 | OXOO      | 키리야마 키요즈미 |                                                                    |
| 29 | 1976후 | 오오야마 야스하루 | XOOXO     | 요네나가 쿠니오   |                                                                    |
| 30 | 1977전 | 오오야마 야스하루 | OXOO      | 모리 케이지       |                                                                    |
| 31 | 1977후 | 나카하라 마코토   | XXOOO     | 오오야마 야스하루 |                                                                    |
| 32 | 1978전 | 나카하라 마코토   | OOO       | 아리요시 미치오   |                                                                    |
| 33 | 1978후 | 나카하라 마코토   | OXOO      | 후타카미 타츠야   |                                                                    |
| 34 | 1979전 | 나카하라 마코토   | OXOO      | 카토 히후미       |                                                                    |
| 35 | 1979후 | 나카하라 마코토   | OOO       | 아와지 히토시게   |                                                                    |
| 36 | 1980전 | 요네나가 쿠니오   | OOXO      | 나카하라 마코토   |                                                                    |
| 37 | 1980후 | 후타카미 타츠야   | XOOO      | 요네나가 쿠니오   |                                                                    |
| 38 | 1981전 | 후타카미 타츠야   | OOO       | 나카하라 마코토   |                                                                    |
| 39 | 1981후 | 후타카미 타츠야   | OOO       | 카토 히후미       |                                                                    |
| 40 | 1982전 | 모리 케이지       | OOO       | 후타카미 타츠야   |                                                                    |
| 41 | 1982후 | 나카하라 마코토   | OXOO      | 모리 케이지       |                                                                    |
| 42 | 1983전 | 모리야스 히데미츠 | XXOOO     | 나카하라 마코토   |                                                                    |
| 43 | 1983후 | 요네나가 쿠니오   | OXOO      | 모리야스 히데미츠 |                                                                    |
| 44 | 1984전 | 요네나가 쿠니오   | OOO       | 타니가와 코지     |                                                                    |
| 45 | 1984후 | 요네나가 쿠니오   | XOXOO     | 나카무라 오사무   | 요네나가 영세 기성 자격 획득                                       |
| 46 | 1985전 | 요네나가 쿠니오   | OXOO      | 카츠우라 오사무   |                                                                    |
| 47 | 1985후 | 요네나가 쿠니오   | OOO       | 나카무라 오사무   |                                                                    |
| 48 | 1986전 | 키리야마 키요즈미 | OOXO      | 요네나가 쿠니오   |                                                                    |
| 49 | 1986후 | 키리야마 키요즈미 | OOXO      | 미나미 요시카즈   |                                                                    |
| 50 | 1987전 | 키리야마 키요즈미 | OOO       | 니시무라 카즈요시 |                                                                    |
| 51 | 1987후 | 미나미 요시카즈   | OOO       | 키리야마 키요즈미 |                                                                    |
| 52 | 1988전 | 타나카 토라히코   | OXOXO     | 미나미 요시카즈   |                                                                    |
| 53 | 1988후 | 나카하라 마코토   | OXXOO     | 타나카 토라히코   |                                                                    |
| 54 | 1989전 | 나카하라 마코토   | XOOO      | 미나미 요시카즈   |                                                                    |
| 55 | 1989후 | 나카하라 마코토   | XOOXO     | 야시키 노부유키   | 최연소 타이틀 도전 (17세 10개월)                                   |
| 56 | 1990전 | 야시키 노부유키   | XXOOO     | 나카하라 마코토   | 최연소 타이틀 획득 (18세 6개월)                                    |
| 57 | 1990후 | 야시키 노부유키   | XOOO      | 모리시타 타쿠     | 최연소 타이틀 방어 (19세)                                          |
| 58 | 1991전 | 미나미 요시카즈   | XOOXO     | 야시키 노부유키   |                                                                    |
| 59 | 1991후 | 타니가와 코지     | OOO       | 미나미 요시카즈   |                                                                    |
| 60 | 1992전 | 타니가와 코지     | XOOO      | 고다 마사타카     |                                                                    |
| 61 | 1992후 | 타니가와 코지     | O持OO     | 고다 마사타카     |                                                                    |
| 62 | 1993전 | 하부 요시하루     | XOOO      | 타니가와 코지     |                                                                    |
| 63 | 1993후 | 하부 요시하루     | OO千千XXO | 타니가와 코지     |                                                                    |
| 64 | 1994전 | 하부 요시하루     | OXOO      | 타니가와 코지     |                                                                    |
| 65 | 1994후 | 하부 요시하루     | OOO       | 시마 아키라       |                                                                    |
| 66 | 1995   | 하부 요시하루     | OOO       | 미우라 히로유키   | 하부 영세 기성 자격 획득                                           |
| 67 | 1996   | 미우라 히로유키   | OXXOO     | 하부 요시하루     |                                                                    |
| 68 | 1997   | 야시키 노부유키   | OXOO      | 미우라 히로유키   |                                                                    |
| 69 | 1998   | 고다 마사타카     | OOO       | 야시키 노부유키   |                                                                    |
| 70 | 1999   | 타니가와 코지     | OOO       | 고다 마사타카     |                                                                    |
| 71 | 2000   | 하부 요시하루     | XOXOO     | 타니가와 코지     |                                                                    |
| 72 | 2001   | 고다 마사타카     | XOOXO     | 하부 요시하루     |                                                                    |
| 73 | 2002   | 사토 야스미츠     | XXOOO     | 고다 마사타카     |                                                                    |
| 74 | 2003   | 사토 야스미츠     | OOO       | 마루야마 타다히사 |                                                                    |
| 75 | 2004   | 사토 야스미츠     | O千OO     | 모리우치 토시유키 |                                                                    |
| 76 | 2005   | 사토 야스미츠     | XOOXO     | 하부 요시하루     |                                                                    |
| 77 | 2006   | 사토 야스미츠     | OOO       | 스즈키 다이스케   | 사토 영세 기성 자격 획득                                           |
| 78 | 2007   | 사토 야스미츠     | OOXO      | 와타나베 아키라   |                                                                    |
| 79 | 2008   | 하부 요시하루     | XXOOO     | 사토 야스미츠     |                                                                    |
| 80 | 2009   | 하부 요시하루     | OXXOO     | 키무라 카즈키     |                                                                    |
| 81 | 2010   | 하부 요시하루     | OOO       | 후카우라 코이치   |                                                                    |
| 82 | 2011   | 하부 요시하루     | O千OO     | 후카우라 코이치   |                                                                    |
| 83 | 2012   | 하부 요시하루     | OOO       | 나카무라 타이치   |                                                                    |
| 84 | 2013   | 하부 요시하루     | OOXO      | 와타나베 아키라   |                                                                    |
| 85 | 2014   | 하부 요시하루     | OOO       | 모리우치 토시유키 |                                                                    |
| 86 | 2015   | 하부 요시하루     | OXOO      | 토요시마 마사유키 |                                                                    |
| 87 | 2016   | 하부 요시하루     | 千XOXOO   | 나가세 타쿠야     |                                                                    |
| 88 | 2017   | 하부 요시하루     | OOXO      | 사이토 신타로     |                                                                    |
| 89 | 2018   | 토요시마 마사유키 | OXOXO     | 하부 요시하루     |                                                                    |
| 90 | 2019   | 와타나베 아키라   | XOOO      | 토요시마 마사유키 |                                                                    |
| 91 | 2020   | 후지이 소타       | OOXO      | 와타나베 아키라   | 역대 최연소 타이틀 획득 신기록(17세11개월)                         |
| 92 | 2021   | 후지이 소타       | OOO       | 와타나베 아키라   | 역대 최연소 타이틀 방어 및 역대 최연소 9단승단 신기록 (18세11개월) |

## 같이 보기
- 쇼기